# Saison 2015-2016 du Jazz de l'Utah
La saison 2015-2016 du Jazz de l'Utah est la 42e saison de la franchise en National Basketball Association (NBA) et la 37e saison dans la ville de Salt Lake City.

## Draft
| Tour | Choix | Joueur         | Poste   | Nationalité | Provenance               |
| ---- | ----- | -------------- | ------- | ----------- | ------------------------ |
| 1    | 12    | Trey Lyles     | SF / PF | États-Unis  | Wildcats du Kentucky     |
| 2    | 41    | Olivier Hanlan | PG      | Canada      | Eagles de Boston College |
| 2    | 54    | Dani Díez      | SF      | Espagne     | RETAbet.es GBC           |

## Pré-saison
| Pré-saison Total : 2-2 (Domicile : 0-1 ; Extérieur : 2-1) |

| Match | Date match | Équipe        | Score          | Meilleur marqueur   | Meilleur rebondeur  | Meilleur passeur   | Lieux Spectateurs          | Série |
| ----- | ---------- | ------------- | -------------- | ------------------- | ------------------- | ------------------ | -------------------------- | ----- |
| 1     | 4 octobre  | @ L.A Lakers  | V 90-71        | Derrick Favors (16) | Favors, Hayward (9) | Raul Neto (6)      | Stan Sheriff Center 10 300 | 1 - 0 |
| 2     | 6 octobre  | L.A Lakers    | V 117-114 (OT) | Alec Burks (27)     | Trey Lyles (8)      | Alec Burks (6)     | Stan Sheriff Center 10 300 | 2 - 0 |
| 3     | 9 octobre  | @ Phoenix     | D 85-101       | Gordon Hayward (24) | Favors, Booker (7)  | Gordon Hayward (3) | US Airways Center 10 773   | 2 - 1 |
| 4     | 12 octobre | @ Portland    | D 81-88        | Alec Burks (19)     | Derrick Favors (10) | Alec Burks (3)     | Moda Center 15 171         | 2 - 2 |
| 5     | 18 octobre | Portland      |                |                     |                     |                    | EnergySolutions Arena      | -     |
| 6     | 20 octobre | Oklahoma City |                |                     |                     |                    | EnergySolutions Arena      | -     |
| 7     | 22 octobre | Denver        |                |                     |                     |                    | EnergySolutions Arena      | -     |

## Confrontations
| Conférence Est      | Conférence Est                             | Conférence Est                             | Conférence Ouest                           | Conférence Ouest                             | Conférence Ouest                             | Conférence Ouest                             | Conférence Ouest                             |
| Division Atlantique | Division Atlantique                        | Division Atlantique                        | Division Nord-Ouest                        | Division Nord-Ouest                          | Division Nord-Ouest                          | Division Nord-Ouest                          | Division Nord-Ouest                          |
| Équipe              | Domicile                                   | Extérieur                                  | Équipe                                     | Domicile                                     | Domicile                                     | Extérieur                                    | Extérieur                                    |
| ------------------- | ------------------------------------------ | ------------------------------------------ | ------------------------------------------ | -------------------------------------------- | -------------------------------------------- | -------------------------------------------- | -------------------------------------------- |
| Boston              | 111-93                                     | 95-100                                     | Denver                                     | 97-88                                        | 85-81                                        | 96-84                                        | 100-84                                       |
| Brooklyn            | 96-98                                      | 108-86                                     | Minnesota                                  | 103-90                                       | 98-85                                        | 80-94                                        | 93-84                                        |
| New York            | 106-85                                     | 111-118 (OT)                               | Oklahoma City                              | 89-111                                       | 90-94                                        | 98-104 (OT)                                  | 91-113                                       |
| Philadelphie        | 95-91                                      | 99-71                                      | Portland                                   | 92-108                                       | 109-96                                       | 85-99                                        | 111-115                                      |
| Toronto             | 93-89                                      | 94-104                                     |                                            |                                              |                                              |                                              |                                              |
|                     | 4–1                                        | 2–3                                        |                                            | 5–3                                          | 5–3                                          | 3–5                                          | 3–5                                          |
| Division            | 6–4                                        | 6–4                                        | Division                                   | 8–8                                          | 8–8                                          | 8–8                                          | 8–8                                          |
| Division Atlantique | Division Atlantique                        | Division Atlantique                        | Division Nord-Ouest                        | Division Nord-Ouest                          | Division Nord-Ouest                          | Division Nord-Ouest                          | Division Nord-Ouest                          |
| Équipe              | Domicile                                   | Extérieur                                  | Équipe                                     | Domicile                                     | Domicile                                     | Extérieur                                    | Extérieur                                    |
| Chicago             | 105-96 (OT)                                | 85-92                                      | Golden State                               | 103-106                                      | 96-103 (OT)                                  | 85-103                                       | 94-115                                       |
| Cleveland           | 94-85                                      | 114-118                                    | L.A. Clippers                              | 104-109                                      | 99-102 (OT)                                  | 102-91                                       |                                              |
| Detroit             | 92-95                                      | 87-92                                      | L.A. Lakers                                | 109-82                                       | 123-75                                       | 86-74                                        | 96-101                                       |
| Indiana             | 122-119 (OT)                               | 97-76                                      | Phoenix                                    | 110-89                                       | 103-69                                       | 98-89                                        | 101-86                                       |
| Milwaukee           | 84-81                                      | 94-85                                      | Sacramento                                 | 101-103                                      |                                              | 106-114                                      | 108-99                                       |
|                     | 4–1                                        | 2–3                                        |                                            | 4–5                                          | 4–5                                          | 5–4                                          | 5–4                                          |
| Division            | 6–4                                        | 6–4                                        | Division                                   | 9–9                                          | 9–9                                          | 9–9                                          | 9–9                                          |
| Division Atlantique | Division Atlantique                        | Division Atlantique                        | Division Nord-Ouest                        | Division Nord-Ouest                          | Division Nord-Ouest                          | Division Nord-Ouest                          | Division Nord-Ouest                          |
| Équipe              | Domicile                                   | Extérieur                                  | Équipe                                     | Domicile                                     | Domicile                                     | Extérieur                                    | Extérieur                                    |
| Atlanta             | 84-91                                      | 97-96                                      | Dallas                                     | 92-101                                       |                                              | 93-102                                       | 121-119 (OT)                                 |
| Charlotte           | 102-73                                     | 119-124 (2OT)                              | Houston                                    | 91-93                                        | 117-114 (OT)                                 | 94-103                                       | 89-87                                        |
| Miami               | 98-83                                      | 91-92                                      | Memphis                                    | 89-79                                        | 92-87 (OT)                                   | 88-94                                        |                                              |
| Orlando             | 94-103                                     | 93-102                                     | New Orleans                                | 101-87                                       | 94-104                                       | 96-100                                       | 106-94                                       |
| Washington          | 114-93                                     | 89-103                                     | San Antonio                                | 78-96                                        | 86-88                                        | 81-118                                       | 98-123                                       |
|                     | 3–2                                        | 1–4                                        |                                            | 4–5                                          | 4–5                                          | 3–6                                          | 3–6                                          |
| Division            | 4–6                                        | 4–6                                        | Division                                   | 7–11                                         | 7–11                                         | 7–11                                         | 7–11                                         |
| Conférence          | 16–14 (Domicile : 11–4 Extérieur: 5–10)    | 16–14 (Domicile : 11–4 Extérieur: 5–10)    | Conférence                                 | 24–28 (Domicile : 13–13 ; Extérieur : 11–15) | 24–28 (Domicile : 13–13 ; Extérieur : 11–15) | 24–28 (Domicile : 13–13 ; Extérieur : 11–15) | 24–28 (Domicile : 13–13 ; Extérieur : 11–15) |
| Total               | 40–42 (Domicile : 24–17; Extérieur: 16–25) | 40–42 (Domicile : 24–17; Extérieur: 16–25) | 40–42 (Domicile : 24–17; Extérieur: 16–25) | 40–42 (Domicile : 24–17; Extérieur: 16–25)   | 40–42 (Domicile : 24–17; Extérieur: 16–25)   | 40–42 (Domicile : 24–17; Extérieur: 16–25)   | 40–42 (Domicile : 24–17; Extérieur: 16–25)   |

## Effectif actuel
| Jazz de l’Utah Effectif actuel |    |                        |                    |              |
| Entraîneur: Quin Snyder        |    |                        |                    |              |
| Ailier fort                    | 33 | Drapeau des États-Unis | Trevor Booker      | Clemson      |
| Meneur                         | 3  | Drapeau des États-Unis | Trey Burke         | Michigan     |
| Meneur                         | 10 | Drapeau des États-Unis | Alec Burks         | Colorado     |
| Meneur                         | 11 | Drapeau de l'Australie | Dante Exum         | Australie    |
| Ailier fort                    | 15 | Drapeau des États-Unis | Derrick Favors (C) | Georgia Tech |
| Pivot                          | 27 | Drapeau de la France   | Rudy Gobert        | France       |
| Arrière, Ailier                | 20 | Drapeau des États-Unis | Gordon Hayward (C) | Butler       |
| Ailier                         | 5  | Drapeau des États-Unis | Rodney Hood        | Duke         |
| Arrière, Ailier                | 2  | Drapeau de l'Australie | Joe Ingles         | Australie    |
| Ailier, Arrière                | 23 | Drapeau des États-Unis | Chris Johnson      | Dayton       |
| Ailier fort, Ailier            | 41 | /                      | Trey Lyles         | Kentucky     |
| Arrière                        | 8  | Drapeau des États-Unis | Shelvin Mack       | Butler       |
| Meneur                         | 25 | Drapeau du Brésil      | Raul Neto          | Brésil       |
| Pivot                          | 21 | Drapeau de l'Allemagne | Tibor Pleiss       | Allemagne    |
| Pivot                          | 24 | Drapeau des États-Unis | Jeff Withey        | Kansas       |
| (C) Capitaine - Blessé         |    |                        |                    |              |

## Contrats et salaires 2015-2016
| Joueur              | Poste      | Âge        | Exp        | Contrat                | Salaire 2015-2016 | Fin du contrat |
| ------------------- | ---------- | ---------- | ---------- | ---------------------- | ----------------- | -------------- |
| Joueurs actuels     |            |            |            |                        |                   |                |
| Trevor Booker       | PF         | 28         | 5          | 9 775 000 $ sur 2 ans  | 4 775 000 $       | 2016           |
| Trey Burke          | PG         | 23         | 2          | 11 032 158 $ sur 4 ans | 2 658 240 $       | 2017           |
| Alec Burks          | PG         | 24         | 4          | 41 000 000 $ sur 4 ans | 9 463 484 $       | 2019           |
| Dante Exum          | SG         | 20         | 1          | 11 333 040 $ sur 3 ans | 3 777 720 $       | 2018           |
| Derrick Favors      | PF         | 24         | 5          | 46 950 000 $ sur 4 ans | 12 000 000 $      | 2018           |
| Rudy Gobert         | C          | 23         | 2          | 5 503 368 $ sur 4 ans  | 1 175 880 $       | 2017           |
| Gordon Hayward      | SG         | 25         | 5          | 62 965 420 $ sur 4 ans | 15 409 570 $      | 2018           |
| Rodney Hood         | SG         | 23         | 1          | 4 045 320 $ sur 3 ans  | 1 348 440 $       | 2018           |
| Joe Ingles          | SF         | 28         | 1          | 4 396 750 $ sur 2 ans  | 2 150 000 $       | 2017           |
| Chris Johnson       | SF         | 25         | 3          | 2 145 368 $ sur 3 ans  | 981,348 $         | 2017           |
| Trey Lyles          | PF         | 20         | 0          | 4 580 400 $ sur 2 ans  | 2 239 800 $       | 2019           |
| Shelvin Mack        | PG         | 25         | 4          | 7 300 000 $ sur 3 ans  | 2 433 333 $       | 2017           |
| Raul Togni Neto     | PG         | 23         | 0          | 2 732 546 $ sur 3 ans  | 900,000 $         | 2018           |
| Tibor Pleiss        | C          | 26         | 0          | 9 000 000 $ sur 3 ans  | 2 900 000 $       | 2018           |
| Jeff Withey         | C          | 25         | 2          | 947,276 $ sur 1 an     | 947,276 $         | 2017           |
| Contrat de 10 jours |            |            |            |                        |                   |                |
| Erick Green         | PG         | 24         | 1          | -                      | 49,709 $          | -              |
| Erick Green         | PG         | 24         | 1          | -                      | 49,709 $          | -              |
| J. J. O'Brien       | SF         | 23         | 0          | -                      | 30,888 $          | -              |
| Joueurs coupés      |            |            |            |                        |                   |                |
| Erik Atkins         | PG         | 23         | 0          | -                      | 3,089 $           | -              |
| Treveon Graham      | SG         | 22         | 0          | -                      | 75,000 $          | -              |
| Grant Jerrett       | PF         | 22         | 1          | -                      | 947,276 $         | -              |
| Elijah Millsap      | SG         | 28         | 1          | -                      | 362,878 $         | -              |
| J. J. O'Brien       | SF         | 23         | 0          | -                      | 75,000 $          | -              |
| Phil Pressey        | PG         | 24         | 2          | -                      | 11,144 $          | -              |
| E.J. Singler        | SF         | 25         | 0          | -                      | 50,000 $          | -              |
|                     |            |            |            |                        |                   |                |
| Total               | Total      | Total      | Total      | Total                  | 64 817 873 $      | Différence     |
| Salary Cap          | Salary Cap | Salary Cap | Salary Cap | Salary Cap             | 70 000 000 $      | 5 182 127 $    |
| Luxury Tax          | Luxury Tax | Luxury Tax | Luxury Tax | Luxury Tax             | 84 700 000 $      | 19 882 127 $   |

- 2016 = Joueurs qui peuvent quitter le club à la fin de cette saison.

## Transferts

### Échanges
| Juin            | Juin | Juin                                                  | Juin                    |
| --------------- | --- | ----------------------------------------------------- | ----------------------- |
| 26 juin 2015    | Échange à deux équipes                                                                                          | Échange à deux équipes                                | Échange à deux équipes  |
| 26 juin 2015    | Vers Jazz de l'Utah - cash considerations                                                                       | Vers Trail Blazers de Portland - Droits sur Dani Díez | [ 2 ]                   |
| Février         | |                                                       |                         |
| 18 février 2016 | Échange à trois équipes                                                                                         | Échange à trois équipes                               | Échange à trois équipes |
| 18 février 2016 | Vers Bulls de Chicago - Justin Holiday (d'Atlanta) - Second tour de draft 2018 (de Denver via Atlanta via Utah) | Vers Jazz de l'Utah - Shelvin Mack (d'Atlanta)        | [ 3 ]                   |
| 18 février 2016 | Vers Bulls de Chicago - Justin Holiday (d'Atlanta) - Second tour de draft 2018 (de Denver via Atlanta via Utah) | Vers Hawks d'Atlanta - Kirk Hinrich (de Chicago)      | [ 3 ]                   |

## Free agents (Agents libres)

### Joueurs qui re-signent
| Date       | Joueur     | Contrat                                                          | Référence |
| ---------- | ---------- | ---------------------------------------------------------------- | --------- |
| 10 juillet | Joe Ingles | Contrat de 4 400 000 $ sur 2 ans (Agent libre restreint en 2017) | [ 4 ]     |

#### Options joueur et équipe
| Date       | Joueur      | Option                                                                  |
| ---------- | ----------- | ----------------------------------------------------------------------- |
| 17 octobre | Trey Burke  | Utah exerce son option d'équipe de 3 390 000 $ pour la saison 2016-2017 |
| 17 octobre | Dante Exum  | Utah exerce son option d'équipe de 3 940 000 $ pour la saison 2016-2017 |
| 17 octobre | Rudy Gobert | Utah exerce son option d'équipe de 2 120 000 $ pour la saison 2016-2017 |
| 17 octobre | Rodney Hood | Utah exerce son option d'équipe de 1 410 000 $ pour la saison 2016-2017 |

### Arrivés

#### Via draft
| Date       | Joueur       | Draft                          | Contrat                                                                         | Provenance             | Référence |
| ---------- | ------------ | ------------------------------ | ------------------------------------------------------------------------------- | ---------------------- | --------- |
| 7 juillet  | Trey Lyles   | Draft 2015, Tour 1, choix n°12 | Contrat de 4 580 000 $ sur 2 ans (Option d’équipe pour les saisons 2017 à 2019) | Wildcats du Kentucky   | [ 5 ]     |
| 9 juillet  | Raul Neto    | Draft 2013, Tour 2, choix n°47 | Contrat de 2 700 000 $ sur 3 ans (Agent libre restreint en 2018)                | CB Murcie (Espagne)    | [ 6 ]     |
| 14 juillet | Tibor Pleiss | Draft 2010, Tour 2, choix n°31 | Contrat de 9 000 000 $ sur 3 ans (Agent libre restreint en 2018)                | FC Barcelone (Espagne) | [ 7 ]     |

#### Via agent libre
| Date       | Joueur        | Contrat                                                                  | Provenance                      | Référence |
| ---------- | ------------- | ------------------------------------------------------------------------ | ------------------------------- | --------- |
| 24 août    | Jeff Withey   | Contrat de 947,000 $ sur 1 an (Option d'équipe pour la saison 2016-2017) | Pelicans de La Nouvelle-Orléans | [ 8 ]     |
| 16 janvier | J. J. O'Brien | Contrat de 10 jours                                                      | Stampede de l'Idaho (D-League)  | [ 9 ]     |
| 8 janvier  | Lorenzo Brown | Contrat de 10 jours                                                      | Grand Rapids Drive (D-League)   | [ 10 ]    |
| 26 janvier | Erick Green   | Contrat de 10 jours                                                      | Bighorns de Reno (D-League)     | [ 11 ]    |
| 5 février  | Erick Green   | Secoond contrat de 10 jours                                              | Jazz de l'Utah                  | [ 12 ]    |

#### Via Trade
| Date       | Joueur(s) ou tour(s) de draft | Provenance      |
| ---------- | ----------------------------- | --------------- |
| 18 février | Shelvin Mack                  | Hawks d'Atlanta |

### Départs

#### Via agent libre
| Date       | Joueur       | Contrat                          | Vers ¹              | Référence |
| ---------- | ------------ | -------------------------------- | ------------------- | --------- |
| 31 juillet | Jeremy Evans | Contrat de 2 330 000 $ sur 2 ans | Mavericks de Dallas | [ 13 ]    |

¹ Il s'agit de l’équipe pour laquelle le joueur a signé après son départ, il a pu entre-temps changer d'équipe ou encore de pays.

#### Via Trade
| Date       | Joueur(s) ou tour(s) de draft         | Vers                      |
| ---------- | ------------------------------------- | ------------------------- |
| 26 juin    | Droits sur Dani Díez                  | Trail Blazers de Portland |
| 18 février | Second tour de draft 2018 (de Denver) | Bulls de Chicago          |

#### Via Waived
| Date       | Joueur                      | Commentaire                                               |
| ---------- | --------------------------- | --------------------------------------------------------- |
| 13 octobre | J. J. O'Brien Jack Cooley   | Non retenus dans l'équipe après les camps d’entraînements |
| 15 octobre | Grant Jerrett               | Non retenu dans l'équipe après les camps d’entraînements  |
| 20 octobre | Bryce Cotton Treveon Graham | Non retenus dans l'équipe après les camps d’entraînements |
| 22 octobre | E.J. Singler                | Non retenu dans l'équipe après les camps d’entraînements  |
| 26 octobre | Eric Atkins Phil Pressey    | Non retenus dans l'équipe après les camps d’entraînements |
| 5 janvier  | Elijah Millsap              | Libéré                                                    |